# Monumento conmemorativo de Camp Merritt
El Monumento Conmemorativo de Camp Merritt está dedicado a los soldados que pasaron por Camp Merritt, en el estado de Nueva Jersey (Estados Unidos), en su camino a luchar en Europa en la Primera Guerra Mundial, especialmente las 578 personas – 15 oficiales, 558 soldados, cuatro enfermeras y un civil – que murieron. en el campamento debido a la pandemia de gripe de 1918, cuyos nombres están inscritos en la base del monumento. El monumento está ubicado en el centro de la rotonda en los límites de Cresskill y Dumont en el condado de Bergen, Nueva Jersey, en la intersección de Madison Avenue y Knickerbocker Road (CR 505). Camp Merritt fue un importante campo de embarque que procesó a más de un millón de soldados, y el monumento marca su centro. El condado de Bergen compró la propiedad para el sitio del monumento en 1919.

## Contexto
El monumento, que es una réplica del Monumento a Washington, consiste en un opelisco de 20 m alto, construido con granito Stony Creek por Harrison Granite Company. Cuenta con un gran relieve tallado esculpido por Robert Ingersoll Aitken, que retrata a un soldado de la Primera Guerra Mundial con un águila encima. Una inscripción en el lado sur dice que el obelisco "marca el centro del campamento y mira hacia la carretera por la que pasaron más de un millón de soldados estadounidenses en su camino hacia y desde la Guerra Mundial, 1917-1919". Cerca del monumento en una gran roca hay una placa de cobre diseñada por Katherine Lamb Tait que tiene un relieve de Palisades, y en el suelo hay una talla de piedra dimensional de un mapa de Camp Merritt.
El monumento conmemorativo se dedicó el Día de los Caídos, 30 de mayo de 1924. El general John "Black Jack" Pershing, comandante en jefe de la Fuerza Expedicionaria Estadounidense, pronunció el discurso de inauguración ante una audiencia estimada de 20 000 personas.  Otros oradores incluyeron al gobernador de Nueva Jersey, George S. Silzer , y Laura Williams Merritt, la viuda del mayor general Wesley Merritt, por quien se nombró el campamento. El presidente en ese momento, Calvin Coolidge, también fue invitado pero no asistió.

## Galería

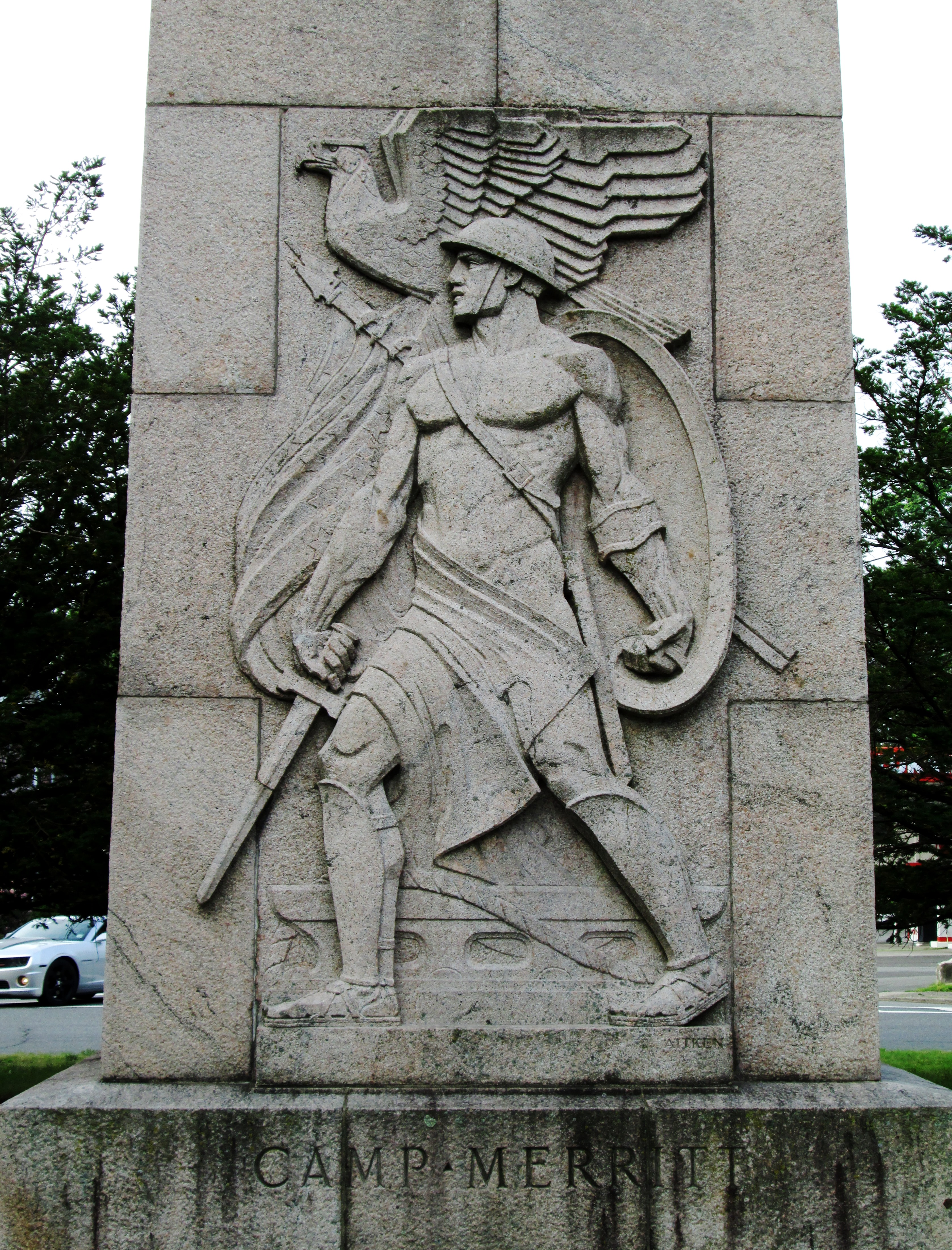
Relieve de Robert Ingersoll Aitken en la base del obelisco